# Sonsonate (departament)
Sonsonate – jeden z 14 departamentów Salwadoru, położony we wschodniej części kraju, nad Oceanem Spokojnym.
Jego stolicą jest miasto Sonsonate (49,1 tys., 2007). Inne większe miasta to: Izalco (39,8 tys., 2007), Nahuizalco (33,6 tys., 2007), Acajutla (25,2 tys., 2007), Sonzacate (25,0 tys., 2007), Armenia (24,0 tys., 2007), San Antonio del Monte (20,0 tys., 2007), Juayúa (13,8 tys., 2007).